# Gobrya cylindrica
Gobrya cylindrica är en tvåvingeart som först beskrevs av Walker 1859.  Gobrya cylindrica ingår i släktet Gobrya och familjen Gobryidae. Inga underarter finns listade i Catalogue of Life.